# Ceaplînka
Ceaplînka (în ucraineană Чаплинка) este așezarea de tip urban de reședință a raionului Ceaplînka din regiunea Herson, Ucraina. În afara localității principale, mai cuprinde și satele Cervonîi Iar și Nove.

## Demografie
Componența lingvistică a așezării de tip urban Ceaplînka
     Ucraineană (92,54%)
     Rusă (5,94%)
     Alte limbi (0,48%)
Conform recensământului din 2001, majoritatea populației așezării de tip urban Ceaplînka era vorbitoare de ucraineană (92,54%), existând în minoritate și vorbitori de rusă (5,94%).